# Shīsheh Garān
Shīsheh Garān (persiska: شيشه گران) är en ort i Iran.   Den ligger i provinsen Ardabil, i den nordvästra delen av landet, 400 km nordväst om huvudstaden Teheran. Shīsheh Garān ligger 1 850 meter över havet och antalet invånare är 250.
Terrängen runt Shīsheh Garān är lite bergig, och sluttar brant österut.Runt Shīsheh Garān är det ganska tätbefolkat, med 139 invånare per kvadratkilometer. Närmaste större samhälle är Qarah Tappeh, 4,4 km söder om Shīsheh Garān. Trakten runt Shīsheh Garān består i huvudsak av gräsmarker.